# Les Lavandières du Portugal (film)
Pour l’article homonyme, voir Les Lavandières du Portugal (chanson).
Pour plus de détails, voir Fiche technique et Distribution.
Les Lavandières du Portugal (Las lavanderas de Portugal) est une comédie franco-espagnole réalisée par Pierre Gaspard-Huit et Ramón Torrado et sortie en 1957.

## Synopsis
Le contrat d'un client américain pour la publicité de la machine à laver « Floc » fait l'objet d'une vive compétition entre deux sociétés, représentées par Jean-François pour l'une et par Catherine pour l'autre. Ils recherchent, au Portugal, la jolie lavandière susceptible de venir à Paris pour contribuer au lancement de l'appareil ménager. Une course de vitesse s'engage donc entre les deux équipes qui s'emploient à éliminer la concurrence. Si Catherine réussit à trouver la lavandière, Mariana, c'est néanmoins Jean-François qui parvient à décider la jeune fille à le suivre à Paris en lui promettant de l'épouser. 

## Fiche technique
- Titre français : Les Lavandières du Portugal
- Titre espagnol : Las lavanderas de Portugal
- Réalisation : Pierre Gaspard-Huit, Ramón Torrado
- Scénario : Jean Marsan
- Adaptation : Pierre Gaspard-Huit, Pierre Lary et Jean Marsan
- Dialogues : Jean Marsan
- Assistants réalisateur : Pierre Simon, Pierre Lary
- Musique : André Popp[1]
  - Chanson : André Popp (musique) et Roger Lucchesi (paroles)
- Photographie : Roger Fellous
- Opérateur : Maurice Fellous, assisté de Claude Lecomte et Claude Robin
- Décors : Roger Guisgand, assisté de Roger Briaucourt
- Montage : Fanchette Mazin, assistée de Simone du Bron
- Son : René Sarazin, assisté de Jean Monchablon
- Maquillage : Maurice Debanoff
- Photographe de plateau : Henri Thibault
- Scripte : Madeleine Lefèvre
- Coiffure : Janine Pottier
- Les costumes de la ville ont été réalisés d'après les maquettes de Alwyn
- Les costumes régionaux par Mme Samazeuil, d'après des maquettes de Rodriguez Ferreira
- Les costumes de bains ont été fournis par Port-Cros
- Régisseur général : Roger Descoffre
- Régisseur extérieur : Roger Bar
- Producteurs : José Bénazéraf, Georges Glass et Cesáreo González
- Directeur de production : Jean Velter, assisté de Marguerite Théoule
- Producteur délégués : Pierre Cabaud et René Bézard
- Sociétés de production : Les Films Univers, Pathé Cinéma et Suevia Films (Madrid)
- Distribution : Pathé Consortium
- Laboratoire Franay L.T.C Saint-Cloud
- Trucage : LAX
- Format : Couleurs Eastmancolor - Dyaliscope – 35 mm
- Tournage du 02/05 au 06/07/57
- Genre : Comédie
- Durée : 100 minutes
- Date de sortie : 
  - France - 23 août 1957
- Visa d'exploitation : 19.186

## Distribution
- Jean-Claude Pascal : Jean-François Aubray, publicitaire
- Anne Vernon : Catherine Deligny, la publicitaire rivale
- Paquita Rico : Mariana, la lavandière portugaise
- Darry Cowl : Paul, un aimable farfelu de génie, chef de l'Agence de Publicité Nouvelle
- Jean-Marie Proslier : Marc, le photographe de Jean-François
- Marcel André : M. Dubois, le directeur de l'agence publicitaire OPI
- André Randall : André Molinié, le PDG des lessives Floc
- Yvonne Monlaur : Nadine
- Carine Jansen : Maryse, l'assistante de Catherine
- Anne-Marie Baumann : L'actrice à la descente de l'avion
- Max Montavon : L'employé de la maison de disques
- Albert Michel : Le peintre qui chante dans le couloir
- Robert Le Béal : l'aubergiste
- Louis Massis : Le réalisateur de la "Pub"
- Germaine de France : Une dame de l'hôtel
- Jean-Pierre Jaubert : Un photographe
- Jean Droze : Le journaliste pour le lancement de la machine
- René Lefebvre-Bel : Le directeur à l'aéroport
- René Aranda: Un journaliste
- Marius Gaidon : Un journaliste
- Albert Daumergue : Un serveur
- Raymond Pierson : L'homme qui veut prendre l'ascenseur en panne  (non crédité)
- Aimé de March : Un homme à la réception
- Roger Lécuyer : Un homme à la réception
- Michel Montfort
- Erico Braga
- Patricio Alvares
- Jacques Debary
- André Badin
- Elga Andersen "Elga Hymmen"
- Micheline Delanbre
- Michèle Frison
- Ellen Picard
- Jacqueline Fontel
- Barbara Brault
- Georges Sauval
- Pedro "Ignacio" Paul
- Georges Montant
- Manuel Requena
- José Borja
- Jean Marsan
- Liliane David
- Sylvie Solar